# Ordizia (przystanek kolejowy)
Ordizia (hiszp: Estación de Ordicia, bask: Ordiziako geltokia) – przystanek kolejowy w miejscowości Ordizia, w prowincji Gipuzkoa, we wspólnocie autonomicznej Kraj Basków, w Hiszpanii. Jest obsługiwany przez pociągi średniego zasięgu Renfe oraz linię C-1 Cercanías San Sebastián.

## Położenie stacji
Znajduje się na 583,304 km linii Madryt – Hendaye rozstawu normalnotorowego, na wysokości 145 m n.p.m. Linia jest dwutorowa i zelektryfikowana.

## Historia
Przystanek został otwarty w dniu 20 sierpnia 1863 wraz z uruchomieniem odcinka Beasain-San Sebastián linii Madryt-Hendaye. Stację jak i linię wybudowała Norte, która zarządzała linią do 1941 roku, kiedy nastąpiła nacjonalizacja kolei w Hiszpanii i włączono ją do nowo utworzonego RENFE.
Od 31 grudnia 2004 infrastrukturą kolejową zarządza Adif.

## Linie kolejowe
- Madryt – Hendaye

## Połączenia
| Linia MD | Pociągi | Z/Do |  | Do/Z                    |
| -------- | ------- | ---- |  | ----------------------- |
|          | MD      | Irun |  | Madryt Chamartín        |
| 25       | MD      | Irun |  | Vitoria Miranda de Ebro |